# California Speed

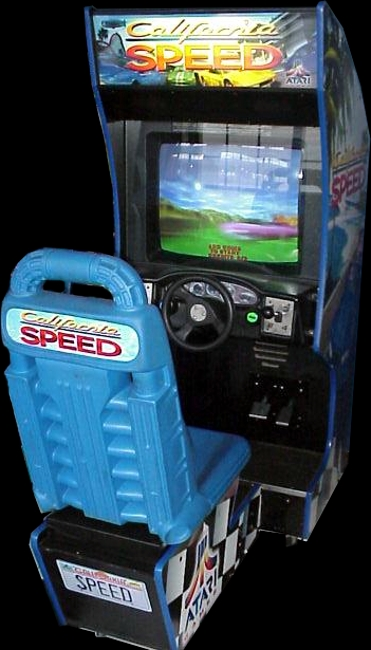
borne d'arcade California speed

California Speed est un jeu vidéo de course sorti en 1999 sur Nintendo 64 et arcade. Le jeu a été développé par Atari et édité par Midway.

## Système de jeu
California Speed se déroule dans de nombreuses villes de la périphérie et dans les rues de l'État de Californie. Le joueur affronte différents coureurs sur la piste. Le joueur doit veiller à éviter le trafic et peut effectuer des cascades telles que des sauts à divers moments de la course. Plusieurs voitures différentes sont jouables, dont une voiturette de golf. Le joueur peut jouer avec une transmission automatique ou manuelle et peut modifier les couleurs de son véhicule.

## Accueil
- Nintendo Power : 7,4/10[1]